# Пародия тонкоцилиндрическая
Пародия тонкоцилиндрическая (лат. Parodia tenuicylindrica) — кактус из рода Пародия. Видовой эпитет tenuicylindrica происходит от слов лат. tenuis («тонкий», «худой») и cylindricus («цилиндрический»).

## Описание
Стебель цилиндрический, высотой 4—8 см и 2—3 см в диаметре. Рёбер 13—21. Ареолы шерстистые.
Цветки трубчатые, жёлтые; появляются на верхушке растения со сравнительно молодого возраста.

## Распространение
Эндемик бразильского штата Риу-Гранди-ду-Сул.

## Синонимы
- Notocactus tenuicylindricus F.Ritter (1970)basionym[2][3] — Нотокактус тонкоцилиндрический

- Notocactus minimus Frič & Kreuz. ex Buining (1940)[3][4] — Нотокактус малый